# Moenebroek
Het Moenebroek is een erkend natuurreservaat in de Vlaamse Ardennen in Zuid-Oost-Vlaanderen. Het natuurgebied ligt op het grondgebied van de stad Geraardsbergen (deelgemeente Schendelbeke). Het reservaat is erkend als Europees Natura 2000-gebied (Bossen van de Vlaamse Ardennen en andere Zuid-Vlaamse bossen) en maakt deel uit van het Vlaams Ecologisch Netwerk.

## Landschap
De kern van Moenebroek wordt gevormd door een nat elzenbos met enkele bronnen en een groot aantal kwelzones. Rondom het bos liggen weilanden die omringd zijn door hagen, houtkanten en bomenrijen, met hier en daar een veedrinkpoel.

## Fauna
In het reservaat komen heel wat dieren voor: vlinders, salamanders, kikkers.

## Flora
De bronnen zorgen winter en zomer voor een nat milieu. Enkel zwarte els is in staat om hier te overleven. Dotterbloem, slanke sleutelbloem en verspreidbladig goudveil zorgen er voor een gele voorjaarsgloed. Het reservaat omvat ook een bloemenrijk grasland met de zachte kleuren van koekoeksbloem, moerasvergeet-mij-nietje en pinksterbloem.

## Natuurbeleving
In en rond het Moenebroek zijn twee bewegwijzerde wandelroutes uitgezet (de blauwe lus van 2,5 km en de rode lus van 7 km).

## Vliegtuigcrash Lancaster 1944
In 1944 stortte een Britse bommenwerper van het type Lancaster LL652 neer in het Moenebroek In 1991 werd het vliegtuigwrak geborgen. In 2010 werd een monument opgericht voor de bemanning. Hersmolten aluminium van het wrak werd gebruikt voor de bouw van de dakconstructie van het RAF Bomber Command Memorial in Green Park (bij Hyde Park Corner) in Londen.

## Afbeeldingen

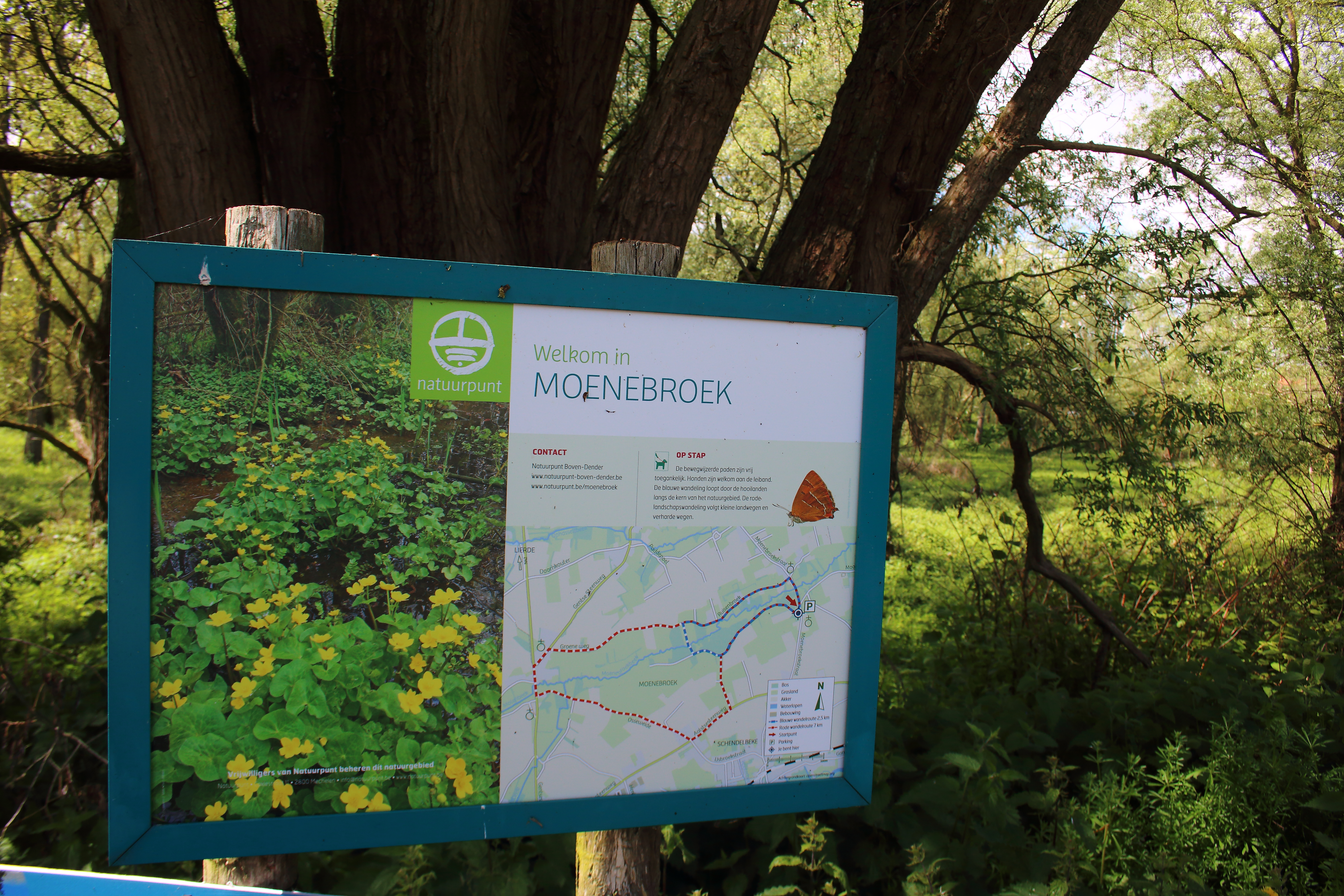
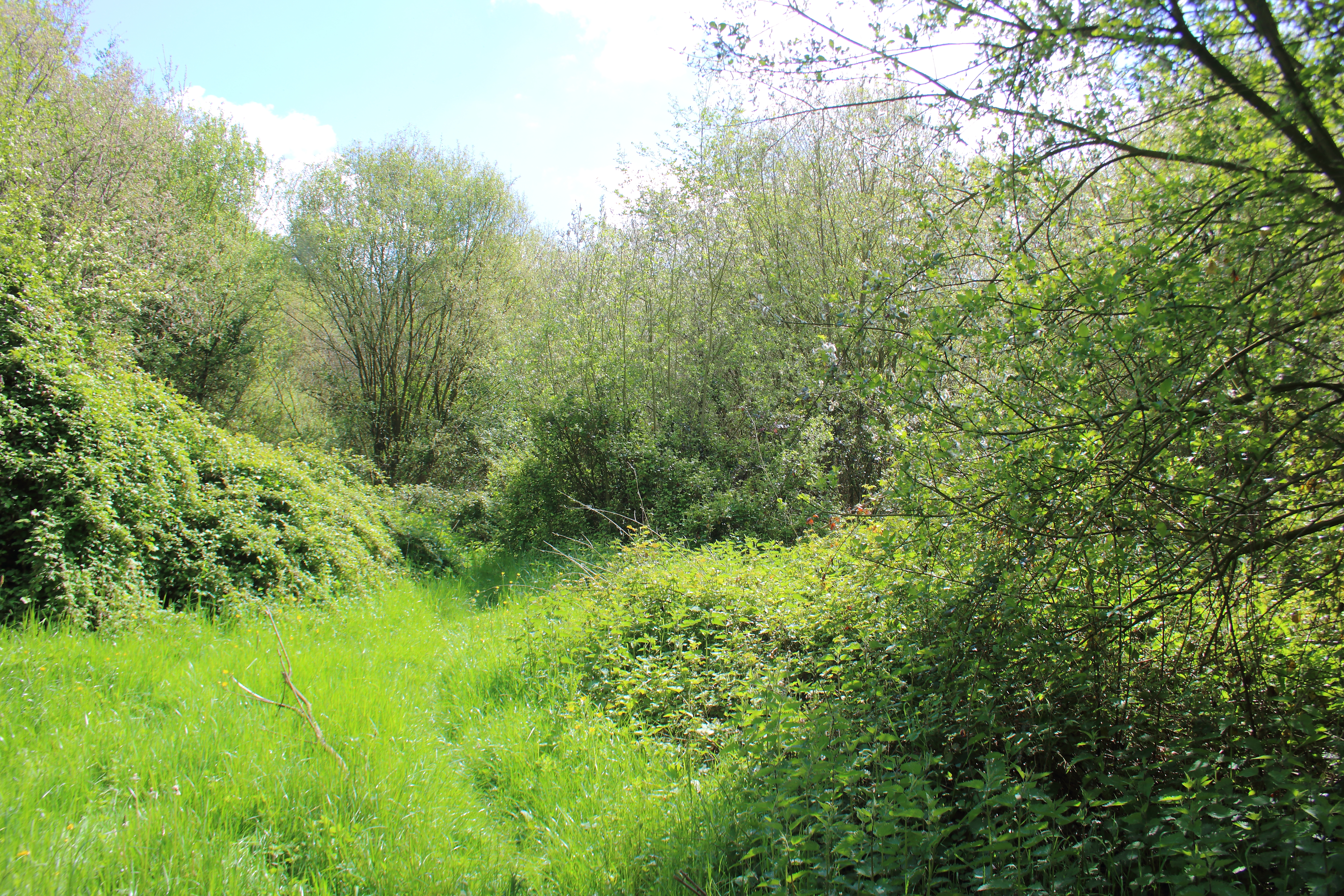
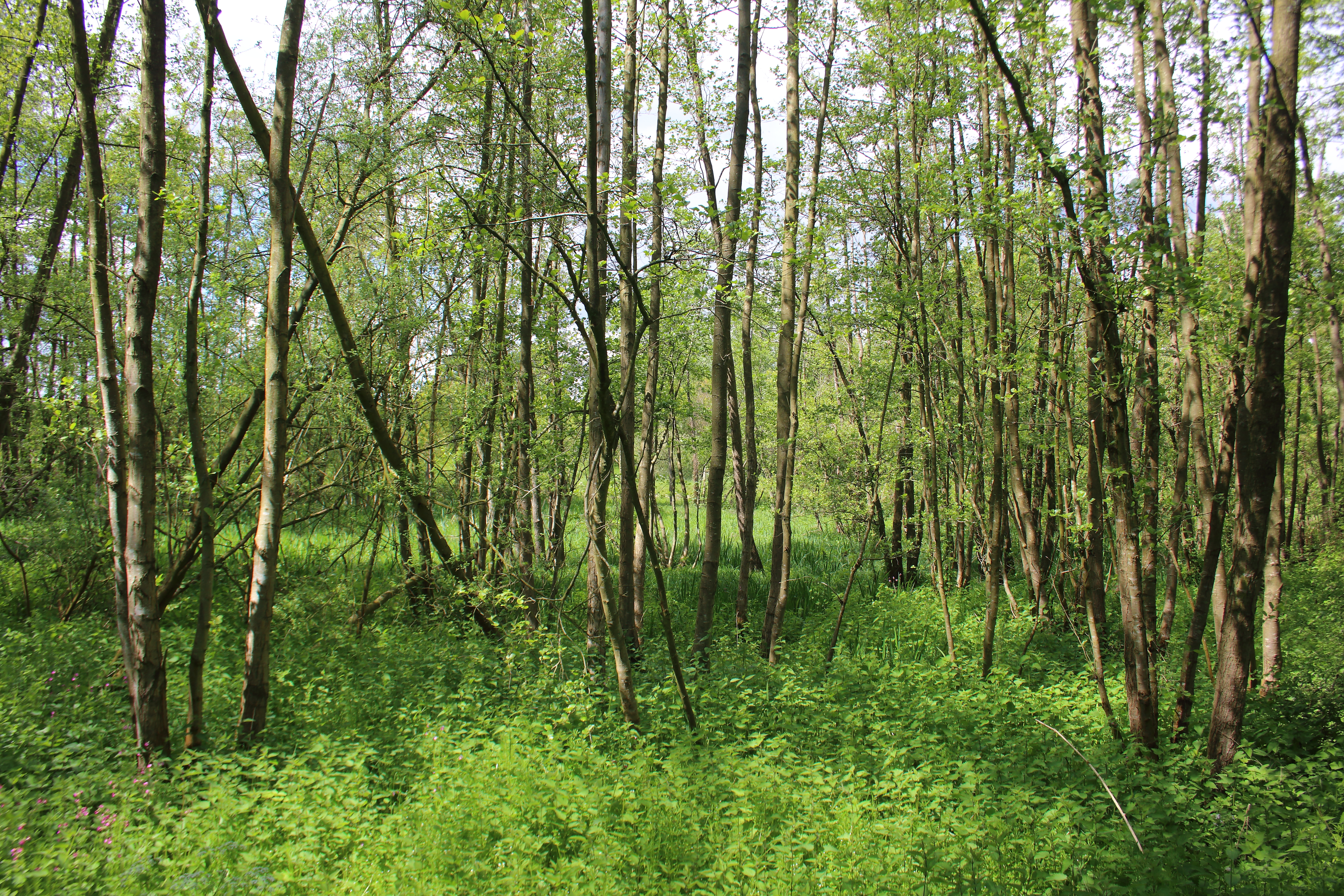
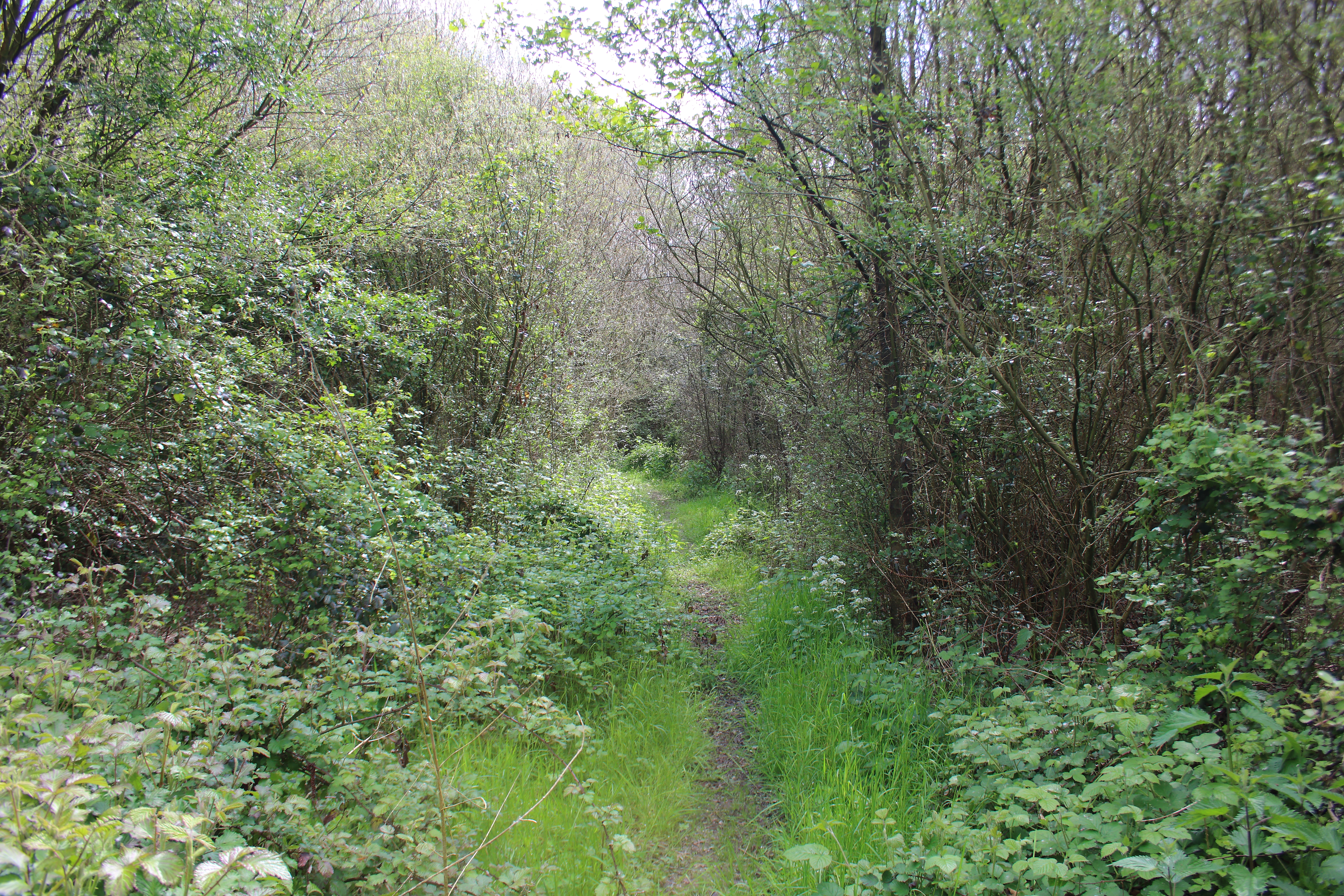